# Hans Lippershey
Hans Lippershey (1570. – 1619.) je nizozemski znanstvenik koji je izumio prvi teleskop (korišten je u vojne svrhe), a prvi koji ga je koristio za promatranje nebeskih tijela bio je Galileo Galilej.